# Pfälzerwald-Verein

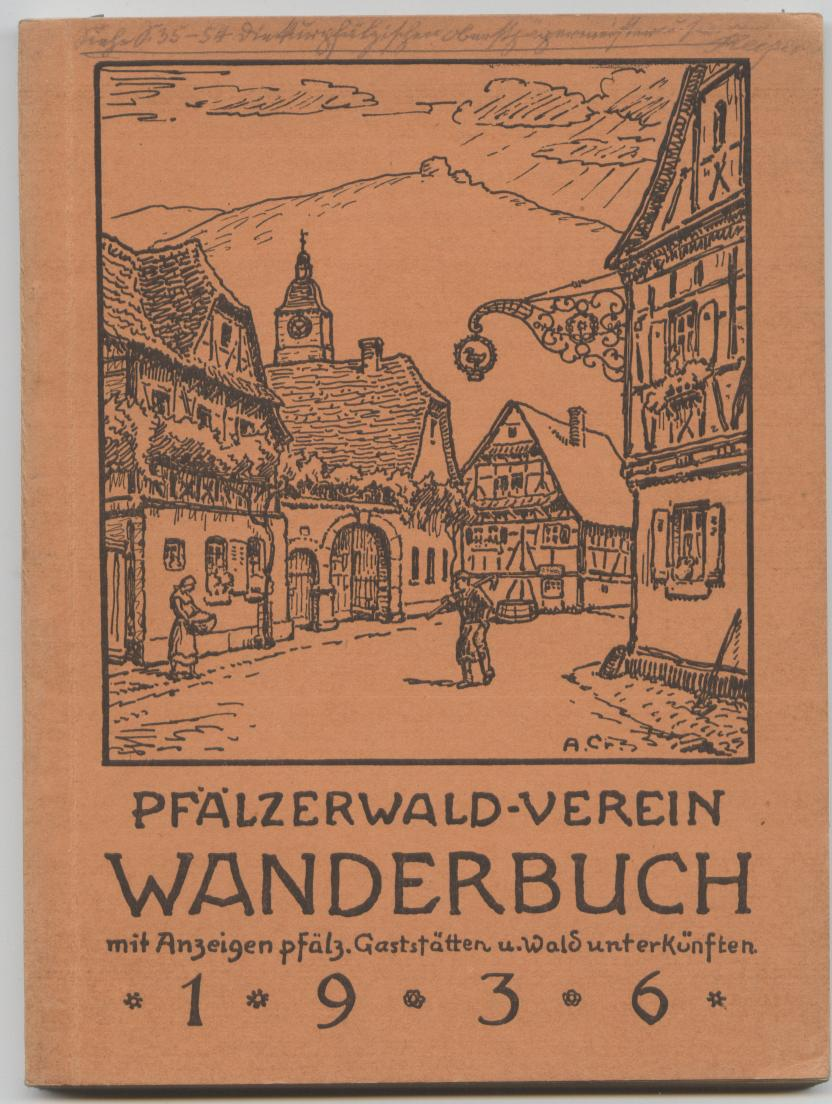
Wanderführer 1936, Titelseite gestaltet von August Croissant

Der Pfälzerwald-Verein e.V. (kurz PWV) ist ein Wanderverein in der ehemals bayrischen Pfalz, d.h. dem Südteil von Rheinland-Pfalz und dem saarländischen Saarpfalz-Kreis. Ende 2018 umfasste er 200 Ortsgruppen mit über 25.000 Mitgliedern. Er ist eingetragen in das Vereinsregister des Amtsgerichts Ludwigshafen am Rhein (VR 40706).

## Geschichte
Am 27. November 1902 wurde in Ludwigshafen am Rhein die erste Ortsgruppe gegründet. Der erste 1. Vorsitzende wurde der Fabrikant Anton Fasig. Nachdem sich im folgenden Jahr weitere Ortsgruppen gebildet hatten, folgte im November 1903 die Gründung des Dachverbandes. Eines der Gründungsmitglieder des auf Initiative des Ludwigshafener Bahnbeamten Otto Link ins Leben gerufenen Pfälzerwald-Vereins war der pfälzische Kunstmaler Heinrich Strieffler. Zum Vorsitzenden des Dachverbandes wurde im Januar 1904 Regierungsdirektor Karl Albrecht von Ritter gewählt. Auf Anregung von Daniel Häberle, erinnert der Verein seit 1910  durch die Aufstellung und fortdauernde Pflege von insgesamt 307 sogenannter Rittersteine an Plätze von geschichtlicher oder naturkundlicher Bedeutung. Dazu wurden an Sandsteinblöcken, Felswänden, Gebäuden und Mauern Texte eingraviert. Der Pfälzerwald hat dem Verein seit mehr als einem Jahrhundert einen Großteil seiner Erschließung und Infrastruktur zu verdanken. Der 307. und letzte Ritterstein wurde 2022 im PWV-Hain aufgestellt, einem 2003 angelegten Jubiläumshain im Wald bei Hermersbergerhof.
Die Hauptgeschäftsstelle des Pfälzerwald-Vereins befindet sich in Neustadt an der Weinstraße; Hauptvorsitzende sind seit 2018 Martin Brandl und seit 2024 Ute Wilking, Hauptgeschäftsführer ist seit Juli 2025 Valentin Heyl, er übernahm die Geschäftsführung von Florian Bilic. Der Verein hat einen 12-köpfigen Hauptvorstand und zehn Bezirke, unterhält eine Stiftung, die Projekte des Naturschutzes und der Denkmalpflege unterstützt und ist Sitz des entsprechenden Landesverbandes RLP. Das Mitteilungsorgan des Vereins ist seit 1902 die Vierteljahresschrift Pfälzerwald. Seine Jugendgruppen sind der Deutschen Wanderjugend angeschlossen.
Vorstands Historie
- Anton Fasig 1902 - 1904

- Regierungsdirektor Karl Albrecht von Ritter 1904 - 1912   Erster Hauptvorstand nach Gliederung in Hauptvorstand und OrtsgruppenKarl Albrecht von Ritter

Karl Albrecht von Ritter

- Regierungsdirektor Lorenz Wappes 1912 - 1929
- Regierungsdirektor Erb Otto 1929 - 1935
- Lehrer K. A. Herzog ab 1941 Kommissarischen Hauptvorsitzenden
- Forstmeister Haupt Emil 1948 - 1949
- Weingutsbesitzer A. Candidus 1949 vertretungsweise für den überraschend Tverstorbenen Emil Haupt
- Oberlandesforstmeister Friedrich Hauck 1950 bis zu seinem Tod 1966
- Landforstmeister Dr. Lendle 1967 - 1973
- Landforstmeister Dr. Walter Hauck 1973 - 1975
- Regierungspräsident Hans Keller 1975 - 1985
- Forstdirektor Werner Dexheimer 1985 - 1988
- Klaus v. Stetten 1988 bis zu seinem Tod 1991
- Manfred Croissant 1991 kommissarisch
- Rainer Rund 1992 - 2005
- Dr. Klaus Weichel  2005 - 2018
- Martin Brandl seit 2018

Besonderheiten

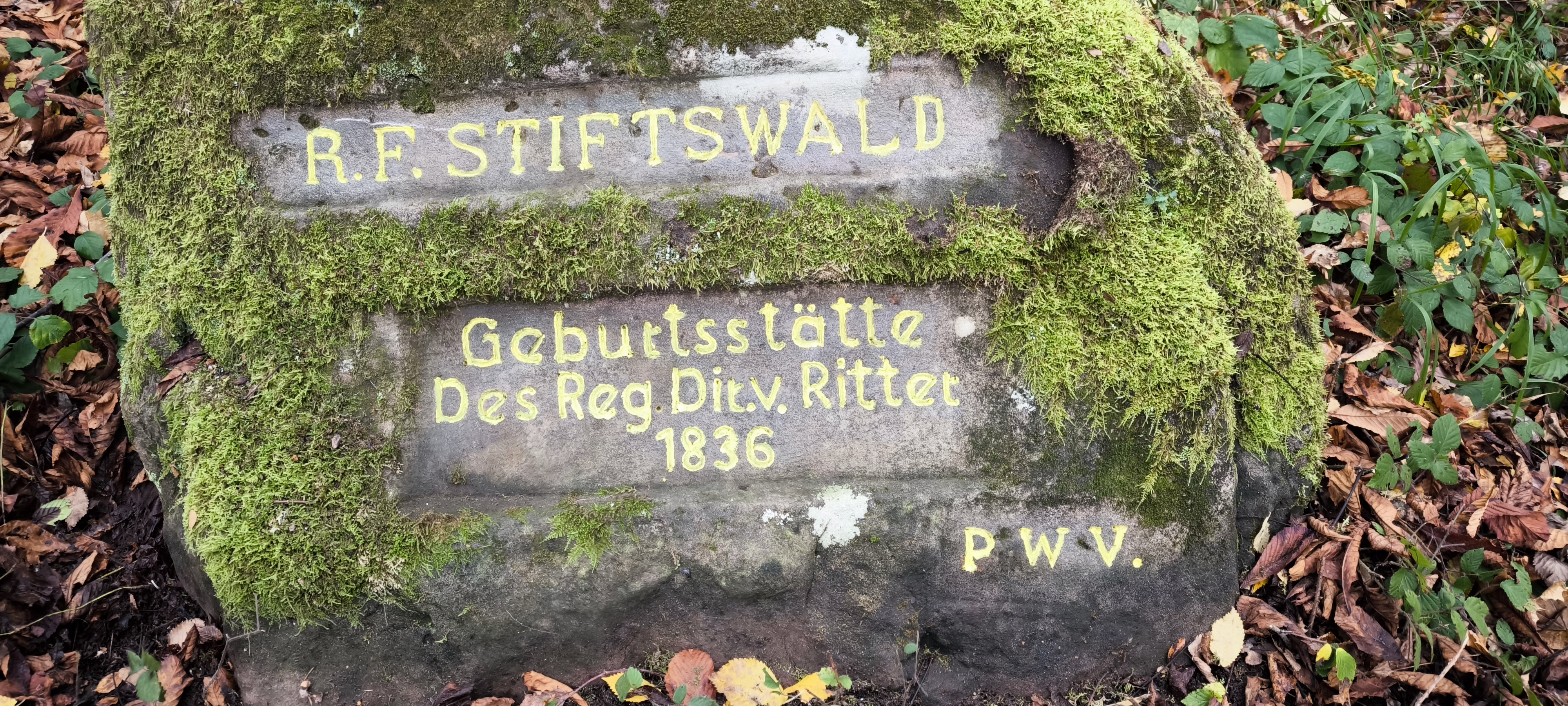
Ritterstein 161 R.F. Stiftswald - Geburtsstätte Des Reg. Dir. v. Ritter

- 14. Oktober 1902 Gründung eines Wandervereins in der Pfalz
- 27. November 1902 Gründung des Vereins - auf Vorschlag von Heinrich Kohl nennt sich der Verein „Pfälzerwald-Verein“
- 04. Februar 1903 Otto Volker, legt den Entwurf für das heute noch gültige Vereinsabzeichen (Eichenblatt/Traubenkombination)
- 15. März 1903 Die als „Wochenzeitschrift für Touristen-, Radfahrer- und Fremdenverkehr in der Pfalz und Umgebung“ als „Organ des pfälzischen Verschönerungsvereins, des Gräfensteiner und Zweibrücker Verschönerungsvereins, sowie vieler Lokalvereine“ seit 1900 bestehende Zeitschrift „Der Pfälzerwald“ wird Organ des Pfälzerwald-Vereins.
- 01. November 1903 Justizrat Grill erstellt die 1. Vereinssatzung, die fast 100 Jahre später in wesentlichen Teilen noch gilt Gliederung in Hauptvorstand und Ortsgruppen
- 26. September 1904 Das 1. Bauwerk des PWV - die 9 m hohe Stabenbergwarte bei Gimmeldingen wird eingeweiht
- 1905 Kommerzienrat Kohl vermisst mit Jobs Blum zur Schaffung einer Wanderkarte 1:50.000 (Kohl’sche Karte) die Wanderwege, Wanderziele und Stützpunkte im Pfälzerwald
- Die Ortsgruppe Frankenthal erstellte auf dem Rahnfelsen die 1. Blockhütte
- 1907 Auf Lambertskreuz bei Lambrecht wird eine weitere Blockhütte erstellt
- 26. April 1908 Auf der Kalmit wird als erste bewirtschaftete Hütte die „Ludwigshafener Hütte“ eingeweiht
- 26. Mai 1909 Auf dem Weißenberg beim Hermersbergerhof wird in Anwesenheit von Prinzregent Luitpold der 35 m hohe Luitpoldturm eingeweihtLuitpoldturm - Hermersbergerhof

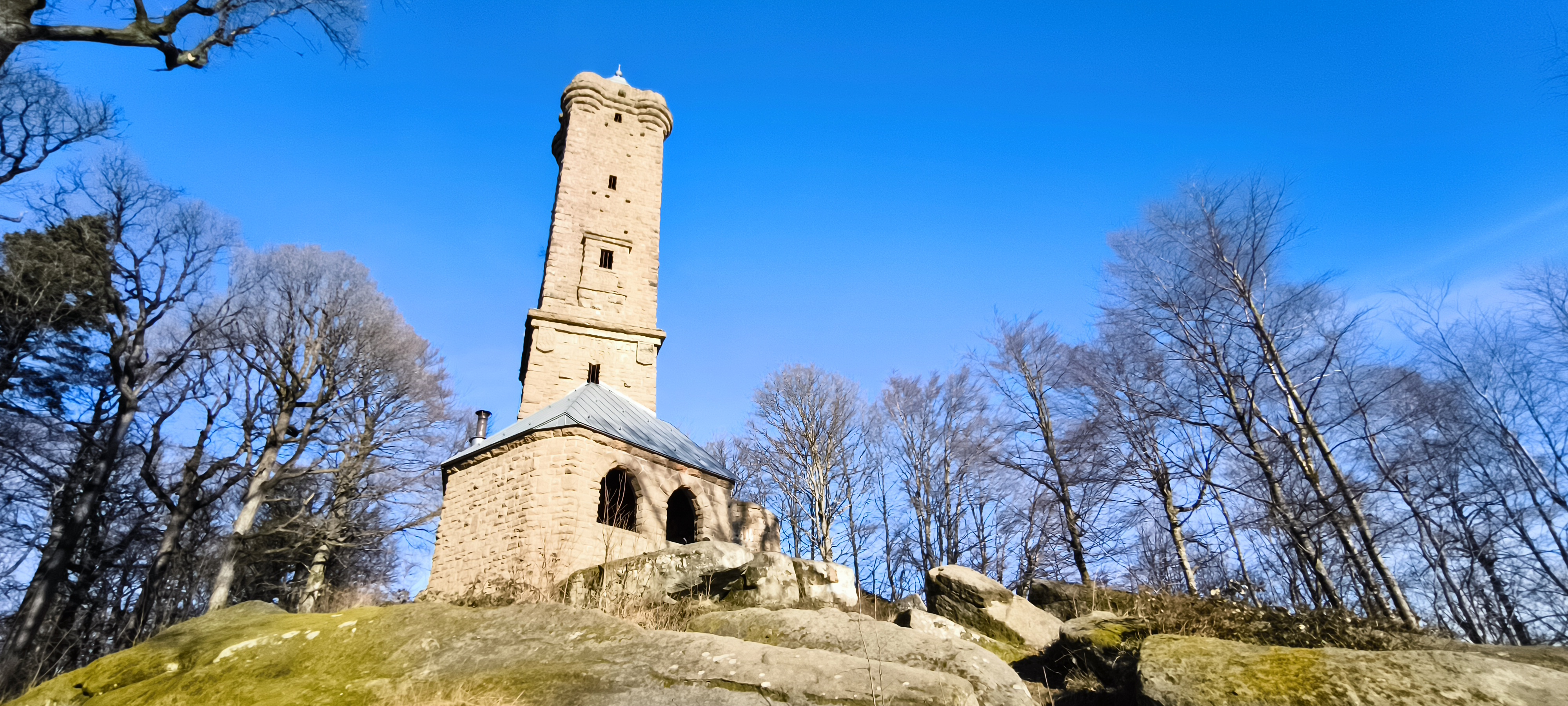
Luitpoldturm - Hermersbergerhof

- 1910 Aufstellung sogenannter Rittersteine an Plätze von geschichtlicher oder naturkundlicher Bedeutung
- 1910 Die Neustadter Hütte, „Hellerhütte“, wird als 1. Hütte mit Übernachtungsmöglichkeiten eingeweiht
- 1914 Kurz vor Ausbruch des Krieges eröffnet der Pfälzerwald-Verein im Gasthaus „Zum Schiff“ in Neustadt/H. die 1. Jugend- Herberge der Pfalz mit 20 Betten
- Zwischen 1935 - 1945 fanden keine Aktivitäten statt
- 1957 Auf Taubensuhl wird das 1. Jugendheim des Vereins eröffnet
- 1967 In Zusammenarbeit mit dem Landesvermessungsamt entsteht ein Kartenwerk 1:50.000 des gesamten Vereinsgebietes, mit der Herausgabe von Wanderkarten im Format 1:25.000 wird begonnen
- 03.06.1993 Der Hauptvorstand beschließt, keine neue Markierungsbefugnis mehr zu erteilen, da es zu viele Wanderweg Markierungen gibt
- 05.07.1994 Vorstandsbeschluss: "Keine Ausweisung weiterer Rittersteine"Ritterstein am Kohlplatz bei Edenkoben

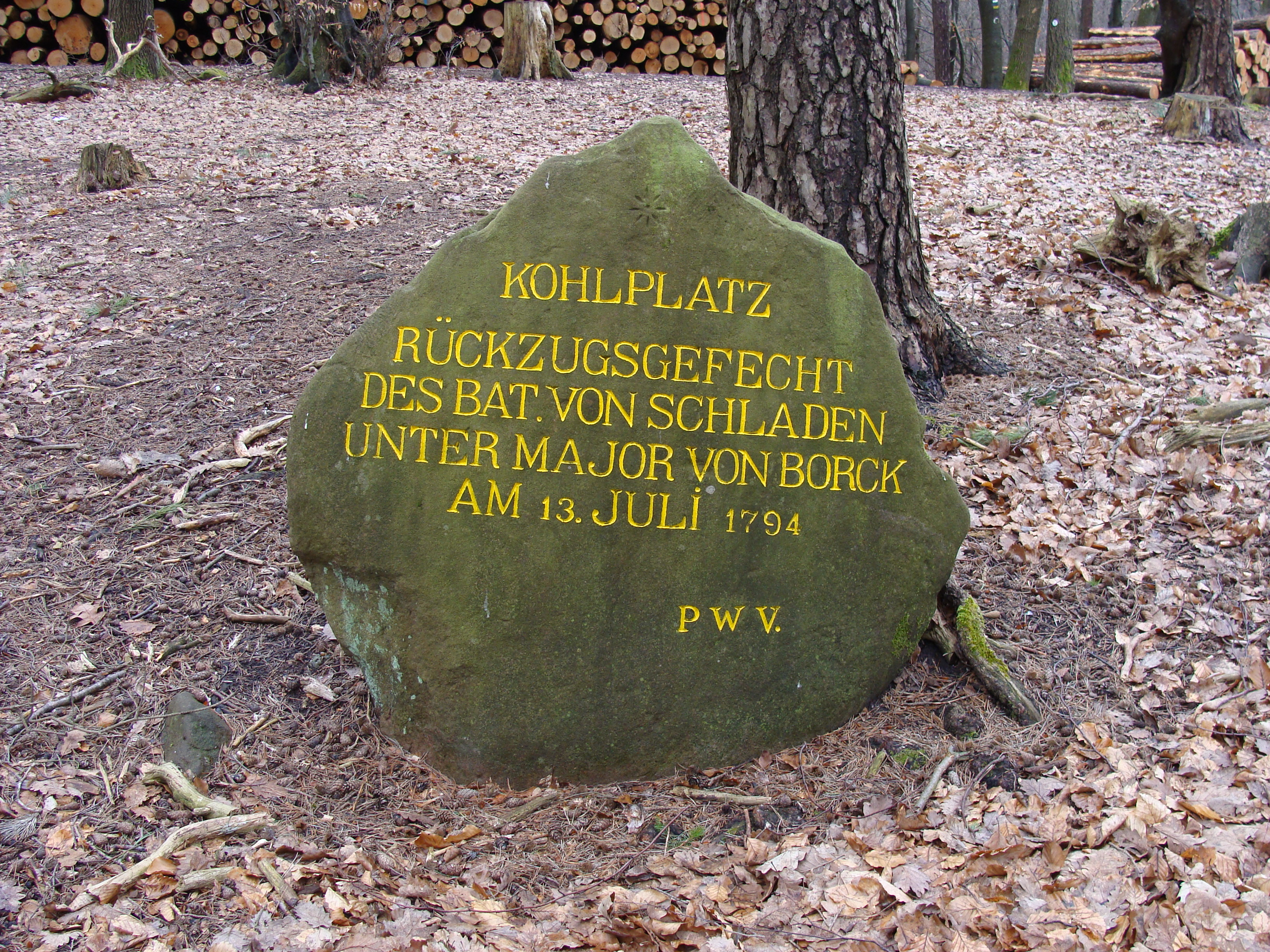
Ritterstein am Kohlplatz bei Edenkoben

- 1998  Die durchgehenden PWV-Markierungslinien werden auf Antrag beim Deutschen Patentamt in München als „Marke“ eingetragen.Wegweiser des Pfälzerwald-Vereins

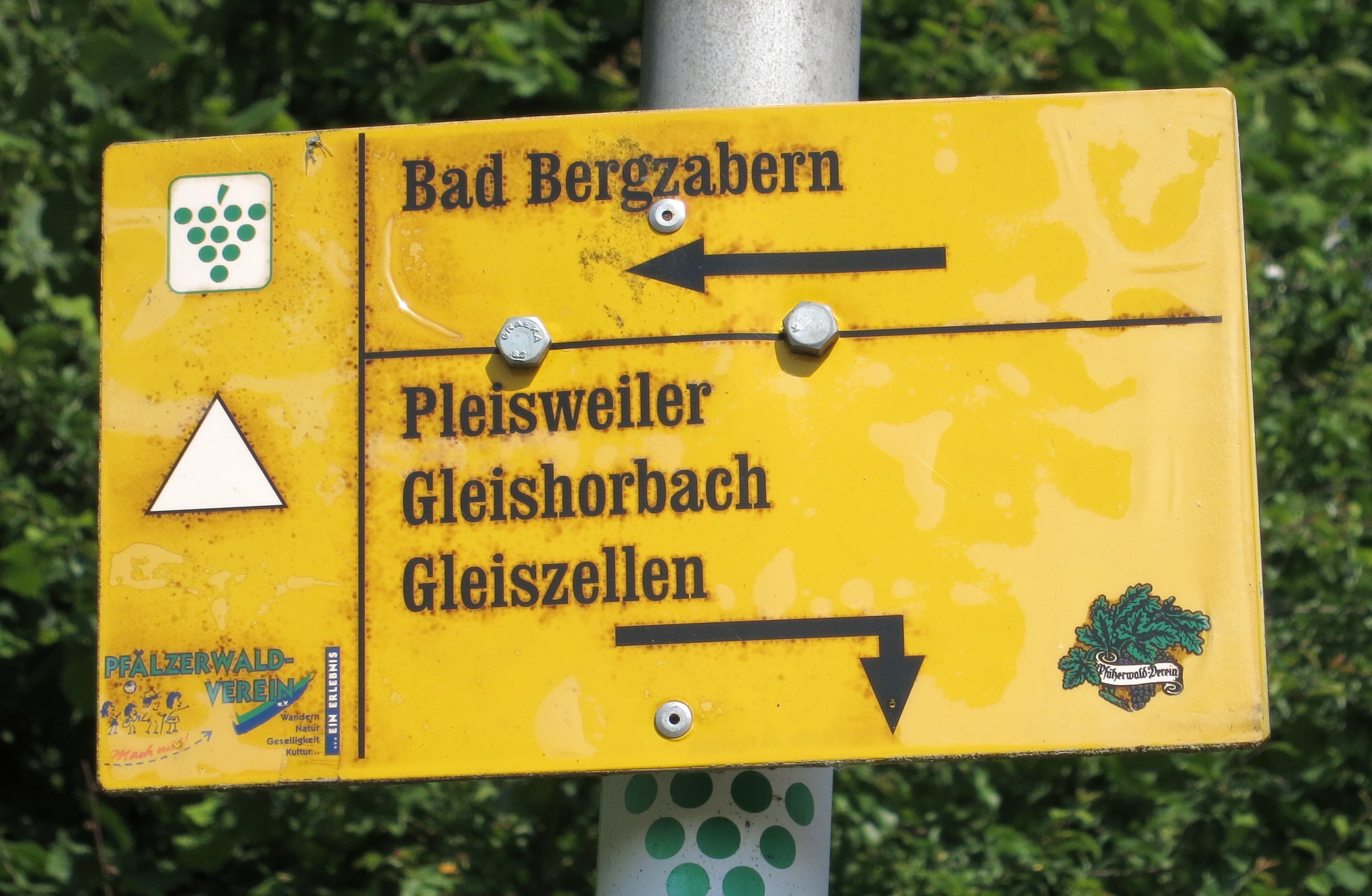
Wegweiser des Pfälzerwald-Vereins

- 11.04.2003 Beteiligung von 120 Ortsgruppen am Hermersbergerhof bei der Pflanzung eines PWV-Hains
- 25.03.2006 Das LVermGeo reduziert auf Wunsch des PWV seine Wanderkarten für die Pfalz von fast 20 auf 8 Blätter, was viel nutzerfreundlicher ist
- 2016 Das LVermGeo muss wegen Auflagen des Rechnungshofes die Erstellung der einzigartigen Wanderkarten einstellen

## Aufgaben und Selbstverständnis

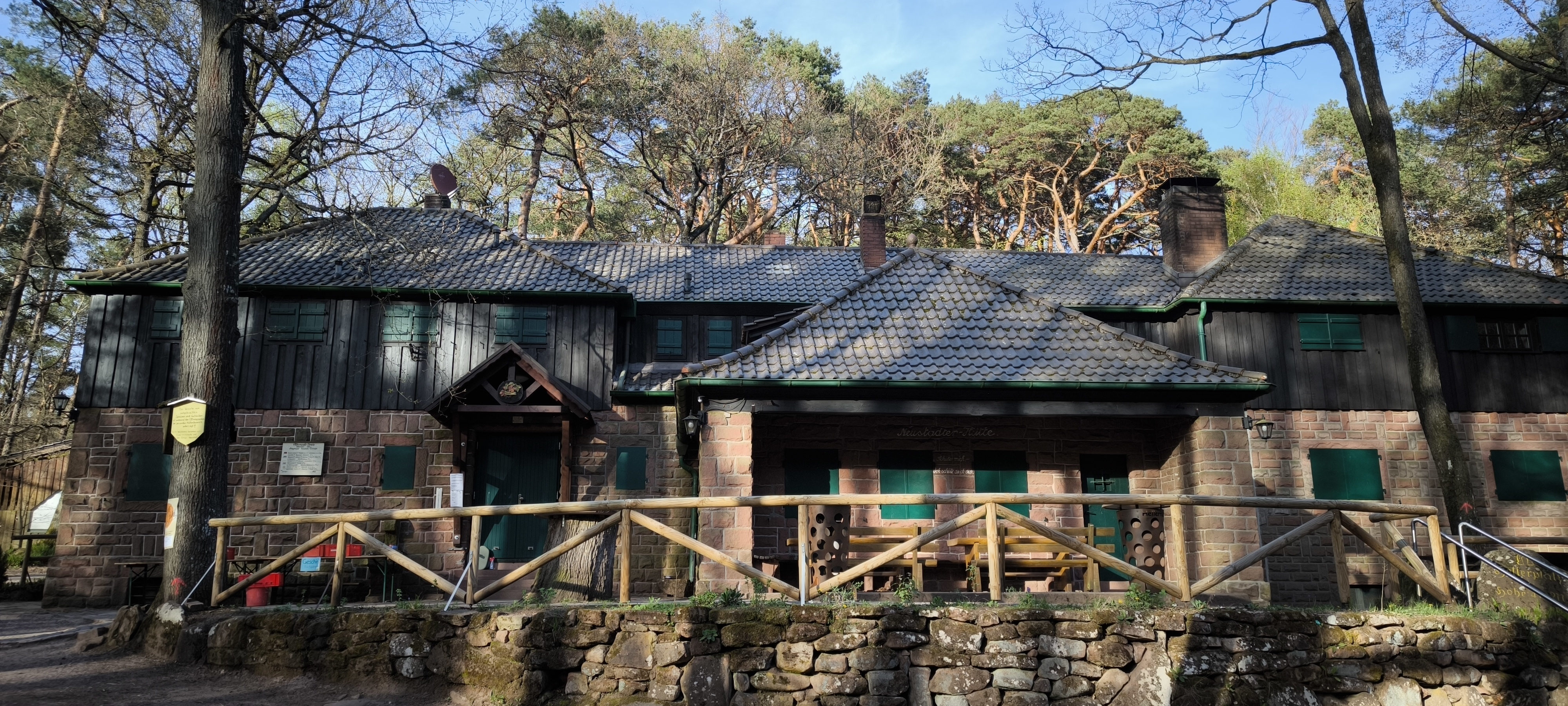
Hellerhütte

Der Verein unterhält rund 100 Wanderhütten in der Pfalz und der Saarpfalz, die sogenannten Pfälzerwaldhütten. Sie werden zum Teil nur an Wochenenden bewirtschaftet, 17 sind Wanderheime mit Übernachtungsmöglichkeiten für Wandergruppen. Eine der Hauptaufgaben des Vereins, mitanerkannte Bundesnaturschutzorganisation in Rheinland-Pfalz, ist die Wegemarkierung von 12.000 km Wanderwege im Pfälzerwald als Besucherlenkung sowie ca. 15.000 jährliche Wander- und Freizeitangebote für alle Altersstufen. Die Deutsche UNESCO-Kommission hat die Pfälzerwaldhütten-Kultur im Jahr 2021 in das Bundesweite Verzeichnis des immateriellen Kulturerbes aufgenommen.

## Auszeichnungen
Die folgenden Ortsgruppen des Pfälzerwald-Vereins erhielten die Eichendorff-Plakette:
- 2006 Ortsgruppe Gimmeldingen[5]

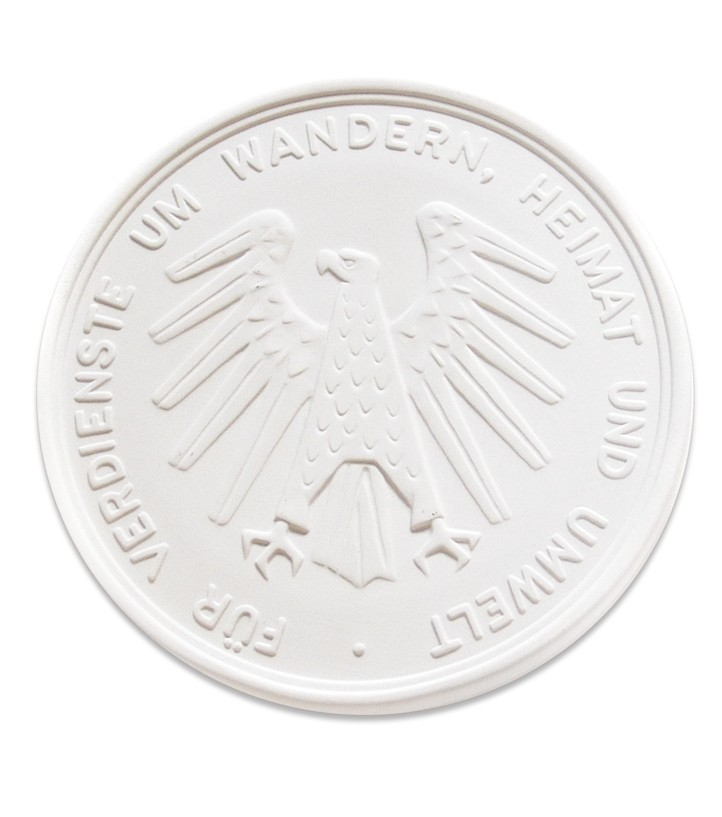
Verdienste um Wandern, Heimat und Umwelt

- 2006 Ortsgruppe Weidenthal/Frankenstein[6]
- 2008 Ortsgruppe Lemberg
- 2010 Ortsgruppe Kirkel-Neuhäusel[7]
- 2010 Ortsgruppe Otterberg[8]
- 2010 Ortsgruppe Winnweiler[9]
- 2011 Ortsgruppe Starkenbrunnen[10]
- 2014 Ortsgruppe Hauenstein[11]

## Literatur
